# 整髪料
整髪料（せいはつりょう、英: hair styling products）は、髪型を整えたり固定したりする目的で、頭髪に塗布するものをいう。ヘアースタイリング剤とも。
ストレートヘアやウェーブヘア、または毛の立ち上げといった目的とする髪型や、個人の髪質、艶の有無など特性の異なる整髪料が存在し、各種メーカーやブランドから発売されている。

## 歴史
古くは『日本霊異記』に、行基が元興寺で法会を営んでいる時に、ある女性が頭髪に猪脂を付けていることがわかり追い出したという記述がある。
整髪料の使用はヘアースタイルの流行と密接に関係しており、その時代の流行ヘアースタイルに適した新規な剤型や技術が開発されてきた。また性別や世代間で求めるヘアースタイルや仕上がり感などのニーズや嗜好が多様化しているため、多くの種類の剤型が市場に存在している。
整髪剤の機能として、
1. 毛髪を固定、セットする“整髪”を重視したタイプ
2. 毛髪の光沢・感触・質感などを改善する“トリートメント”を重視したタイプ
3. 上記二つの両方の機能をもったタイプ

に分けられる。
またこれらの機能は整髪成分（固形ワックス、液状油や合成高分子など）の種類や配合量によって調整される。男性特有の剤型としてはポマード、チック、ヘアーリキッドなどがあり、女性特有の剤型としてはヘアーオイル、セットローション、ヘアースプレーなどがある。また男女共通に使用されている剤型としてはヘアーウォーター、ヘアーフォーム、ヘアージェル、ヘアーワックスなどがある。最近のスタイリングの特徴は、10代～20代の若年層を中心にヘアウォーターを使って寝癖を直し、ヘアーワックスでボリュームのあるヘアースタイルを形成する方法、ヘアーアイロンやコテを用いて巻き髪を形成した後に、ヘアースプレーで巻き髪を保持するスタイリングが増加している。また近年、女性のヘアースタイルにおいては、ヘアーカラーやパーマネント・ウェーブを行うことが日常的となり、髪のダメージ意識が非常に高くなっている。これらの施術は化学反応を伴うために、髪の化学構造が変化し、髪が本来もっている機能や質感が失われる。そのため、傷んだ髪をケアし、光沢、質感やまとまりを改善するヘアートリートメント効果が重要な機能となっており、例えば「洗い流さないトリートメント」の使用が増加している。

## 種類

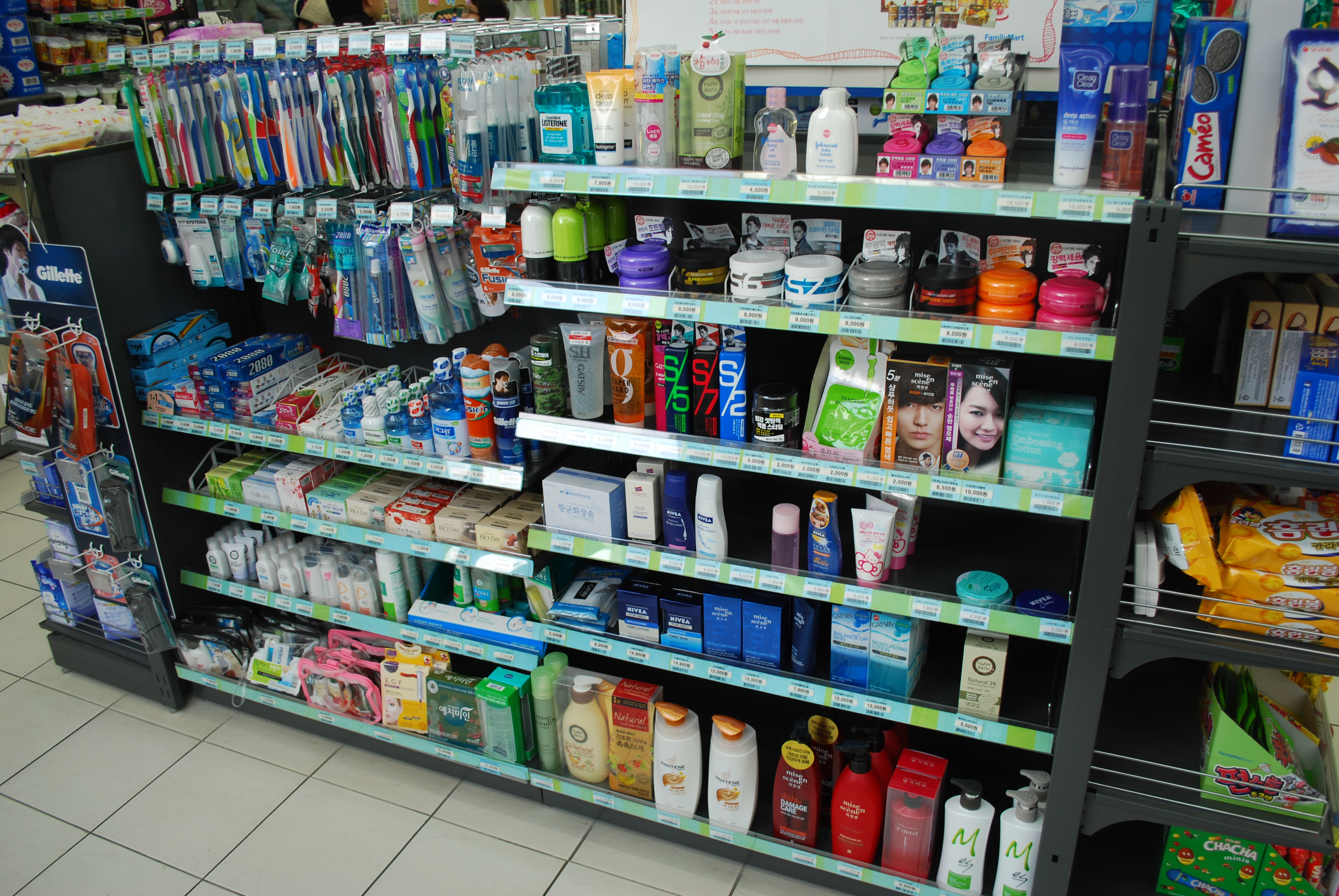
コンビニの整髪料棚

### ヘアウォーター
液体を、髪に霧状に噴射して用いる。髪を固めるという作用はわずかしかなく、寝癖を直す、髪に艶を与える、後に使う整髪料に対する下地といった目的で使用する。水が主成分で、アルコールを溶剤にグリセリン、乳化剤を配合する。寝癖を直す際に用いる事から、朝の眠気を去る目的でメンソールを配合したり、養毛成分を配合したりする事もある。ヘアウォーターはトリガーディスペンサーなどで液状製剤を霧状に噴霧する整髪剤であり、寝ぐせ直し、ドライヤーを用いたブロー仕上げ、ヘアアイロンやホットカーラーを用いた巻き髪スタイルを形成することを目的として使用される。ヘアブロー、ヘアミスト、セットローションも広義においてヘアウォーターに含まれる。現在は「寝癖直し」と「巻き髪セット」の2種が最も使用されている。
「寝ぐせ直し」用途のヘアウォーターは、髪内部の水素結合によって形成された寝ぐせに水を与えることによって結合を切断するというメカニズムで働く。寝ぐせを直す効果は水が一番有効であり、さらに界面活性剤を配合して表面張力を下げ、また多価アルコールを配合して保湿を促進させて水を毛髪内部に浸透させている。また髪のもつれを解消するために、シリコーンや液状油を乳化して配合し、表面摩擦を低減して扱いやすい毛髪状態にする。「巻き髪セット」用途のヘアウォーターは、ヘアアイロンやホットカーラーの熱を利用して乾かすことによって水素結合を再形成させ、巻き髪をつくる。そのため巻き髪セットにおいても水の配合が重要で、さらにキープ力、光沢や手触りの改善など付加的な機能を付与する。キープ力の付与には皮膜形成能の高い合成高分子を配合し、光沢や手触りの改善にはシリコーンや多価アルコールを配合する。特に合成高分子は、セット力、保持力、耐湿性などの観点から日進月歩で新たな成分が開発されており、選定にあたっては、セット力、皮膜特性に加え、ディスペンサーの詰まりにも留意する必要がある。また、フレーキング（皮膜が毛髪上から剥離して白い粉を吹いたような状態）を発生させる傾向があるため、保湿剤や可塑剤（エステル油、シリコーン誘導体）が配合されている。

### ヘアミスト
噴霧器付のボトルに入ったもの、またはガスと共に整髪成分を噴射するもの。ヘアスプレーが仕上げ剤として使われるのに対し、前髪の立ち上げやサイドのボリュームダウンなどの整髪目的に使われる物をミストと言う。

### ヘアオイル（髪油）
油を主成分としたもの。ポマード、チックともいう。ヘアオイルは髪に油分を補い、光沢、滑らかさ、柔軟性を与えることを目的として使用される。国内では古くから植物油が使用され、椿油（つばきあぶら）や木蝋(もくろう)は「鬢付け油（びんつけあぶら）」として使用されてきた。構成成分は比較的粘性が低いさっぱりとした植物油（ツバキ油、オリーブ油など）や鉱物油（ミネラルオイル）を主成分として、エステル油やスクワランなどが適宜配合されている。最近では仕上がり感や手触りの良さから、シリコーンを主成分とした製品が増加している。これらのヘアオイルは高分子シリコーンを揮発性溶剤（イソパラフィン、低分子シリコーン）に溶解したものであり、溶剤が蒸散すると高分子シリコーンが均一な皮膜を形成して、植物油では得られない滑らかさと手触りを付与する効果があることから「洗い流さないトリートメント」として使用が増加している。

### ヘアリキッド
ヘアリキッドという言葉は、資生堂が作った和製英語。
水性・液状のもの。アルコール、ポリマー剤、界面活性剤などを成分にし、主に男性用。さらっとした使用感と柔らかな仕上がりが特徴。ポマード・髪油などのべたつく油性整髪料が主流だった1960年代、アメリカでは既に浸透していたヘアリキッドを、ライオン歯磨（当時）が取り入れた事で日本に広まった。
ヘアリキッドと混同されやすいものにヘアトニックがあるが、こちらは主に頭皮のコンディションを整える目的に使われる。ただし、ヘアトニックにも整髪作用があるものや、リキッドにもトニックと同種の効能を持つ物もある。

### ヘアクリーム
頭髪に油分を与えて、枝毛、切毛、裂毛の予防、または改善する効果と、頭髪に艶を与え、整えやすくする効果がある。養毛作用を持たせた、頭皮に擦り込んで使用する物もある。ヘアクリームは粘性のある乳化型クリームで、毛髪に水分と油分を補給してコンディショニング効果を与える目的で使用される。ヘアクリームは液状油を乳化しているため比較的さっぱりとした使用感を持ち、ソフトな整髪効果を有する。乳化状態からO/W型、W/O型に分けられ、O/W型はべたつきが少なく、さっぱりとしており、W/O型は油性感があり光沢や整髪効果に優れている。構成成分は、油脂、炭化水素、高級脂肪酸、高級アルコール、シリコーン油、界面活性剤、湿潤剤、増粘剤などが配合されるが、油性成分の選択により、毛髪の光沢、柔軟性、潤いなどのコンディショニング効果が調整される。

### ヘアワックス

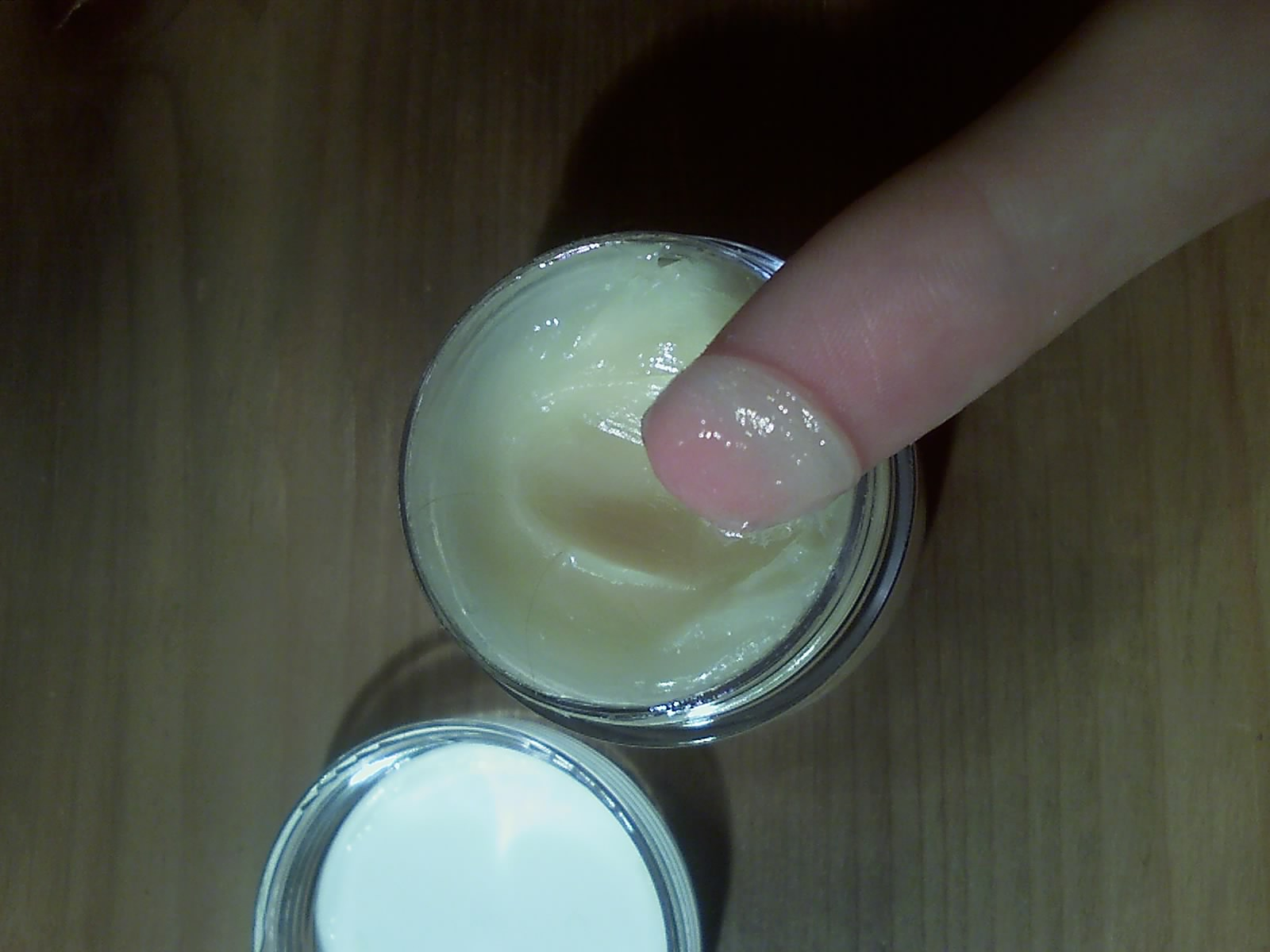
ヘアーワックス

油性・クリーム状のもの。他の整髪料と比べ、性質の異なる種々のタイプの製品が存在するため、一概に整髪料としての特性は表せない。整髪力や固定力の強いものから弱いもの、艶を付けるものや乾いた仕上がりになるものまで種類は豊富。
狭義では粘り気のある蝋状で、手で摺り合わせた際温度で溶解する物を指すが、ヘアワックスの流行からどの様な整髪料でもワックスとして発売される傾向にあり、泥状に加工されたものから、クリーム状のものまで存在する。ヘアワックスはシャギーやレイヤーなどのナチュラルなヘアスタイル、すなわち毛先の微妙な表現ができ、固めずに柔らかなシルエットにまとめることを目的として使用される。髪に適度な光沢を与え、ナチュラルなセット力があり、乱れた髪を手でも簡単に整えることで再整髪が可能な固形整髪剤である。狭義においては「ロウ」を中心とした固形油をO/W乳化にて安定化させたものを指す。しかし市場の製品群を見ると、「ジャー容器に入っているヘアスタイリング剤」「髪が固まらない仕上がりのヘアスタイリング剤」「再整髪が可能なヘアスタイリング剤」など、ヘアワックスの外観や機能をひとつでも兼ね備えていれば、ヘアワックスという名称にて各メーカーから市場に発売され、ヘアジェル状の製品やクレイと呼ばれる油性整髪剤などもヘアワックスの一種として認識されている。
整髪力の違いによって「ライトタイプ」と「ハードタイプ」に分類される。「ライトタイプ」は、適度な毛束感と癖づけ、自然な光沢を持つことが特徴であり、「ハードタイプ」はシャープな毛束感と高い持続力とマットな光沢を有することが特徴である。構成成分は、固形ワックス（ミツロウ、カルナバロウ、キャンデリラロウ、ワセリン、固形パラフィンなど）が主要な整髪成分として配合される。固形ワックスの融点を調整することにより、手のひらにのばしたときには体温によってやわらかく粘性が低く、整髪後には粘性が高く髪を固定できるようにコントロールされている。ワックス以外にも高級アルコールや高級脂肪酸も利用され、光沢を付与する目的で液状油（ミネラルオイル、エステル油）が配合されている。また糸を引くような曳糸性をもたせた特徴のある使用感を付与する目的で水溶性高分子が配合される場合もある。

### ヘアフォーム （ムース）
整髪成分を泡状にしたもの。シリコンにより髪に艶を与える、固定力のない物もある。
ムースとも呼称される。ただし日本国内において化粧品/整髪料における“ムース”は資生堂の登録商標（第1315853号）であるため、一般的な商品名としては“フォーム”が使われる。
ヘアフォームはエアゾール容器から噴射したとき泡状となる整髪剤であり、手のひらに出した泡を髪に塗布して使用される。エアゾール容器（金属缶または樹脂耐圧容器）に原液と噴射剤が充填され、原液に界面活性剤を含有させることにより、原液が噴射されると同時に溶解していた噴射剤が大気圧で気化して泡状となる。
ヘアフォームは、使用前に振って使用することが定着したために原液の可逆的分離が許容されるというメリットがあり、原液の粘性や形状についての制約がほとんどなく、新規な機能を追求することが可能である。このメリットを活用して多くの製品が発売されており、セット樹脂により髪をハードにセットするもの、水溶性グリコール類を多量配合して高いウエット感を付与するもの、高分子シリコーンを配合してサラサラ感を付与するもの、リンス成分や油分を配合してトリートメント効果を付与するものなど、幅広く製品化されている。新素材を制約なく受け入れるヘアフォームにおいては、構成成分として、特に合成高分子とシリコーンがセット性と感触調整上重要な役割を果たすことから注目されており、現在も数多くの素材が開発され、ますます多機能・高機能化が進むと考えられる。

### グリース
油性、水性とがある。油性は多くポマードと呼ばれ、水性は水溶性（水性）ポマードとも呼ばれる。
セットと共に艶を出したいときに使用する。

### ヘアジェル

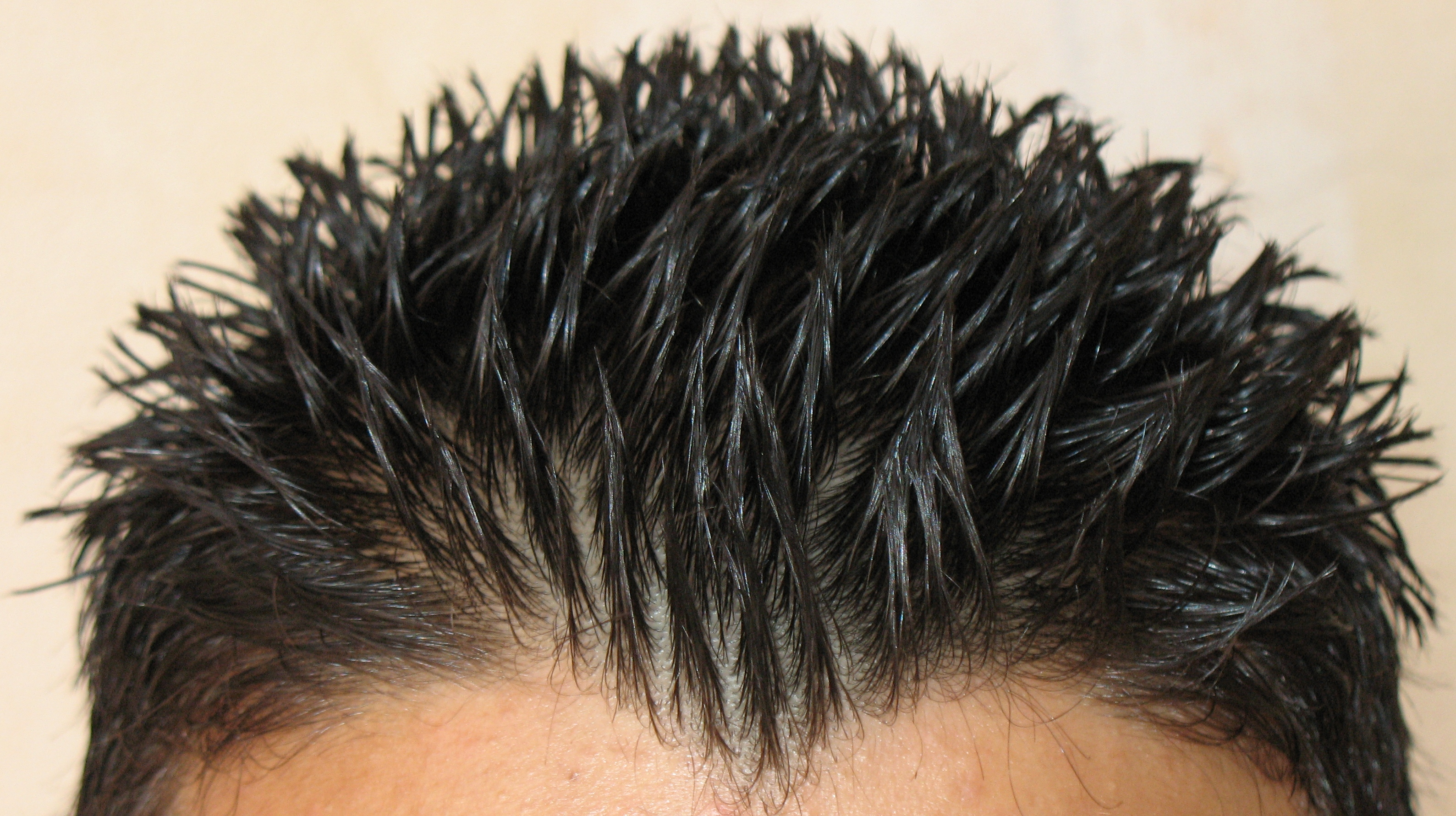
ヘアージェルでスタイリングした髪

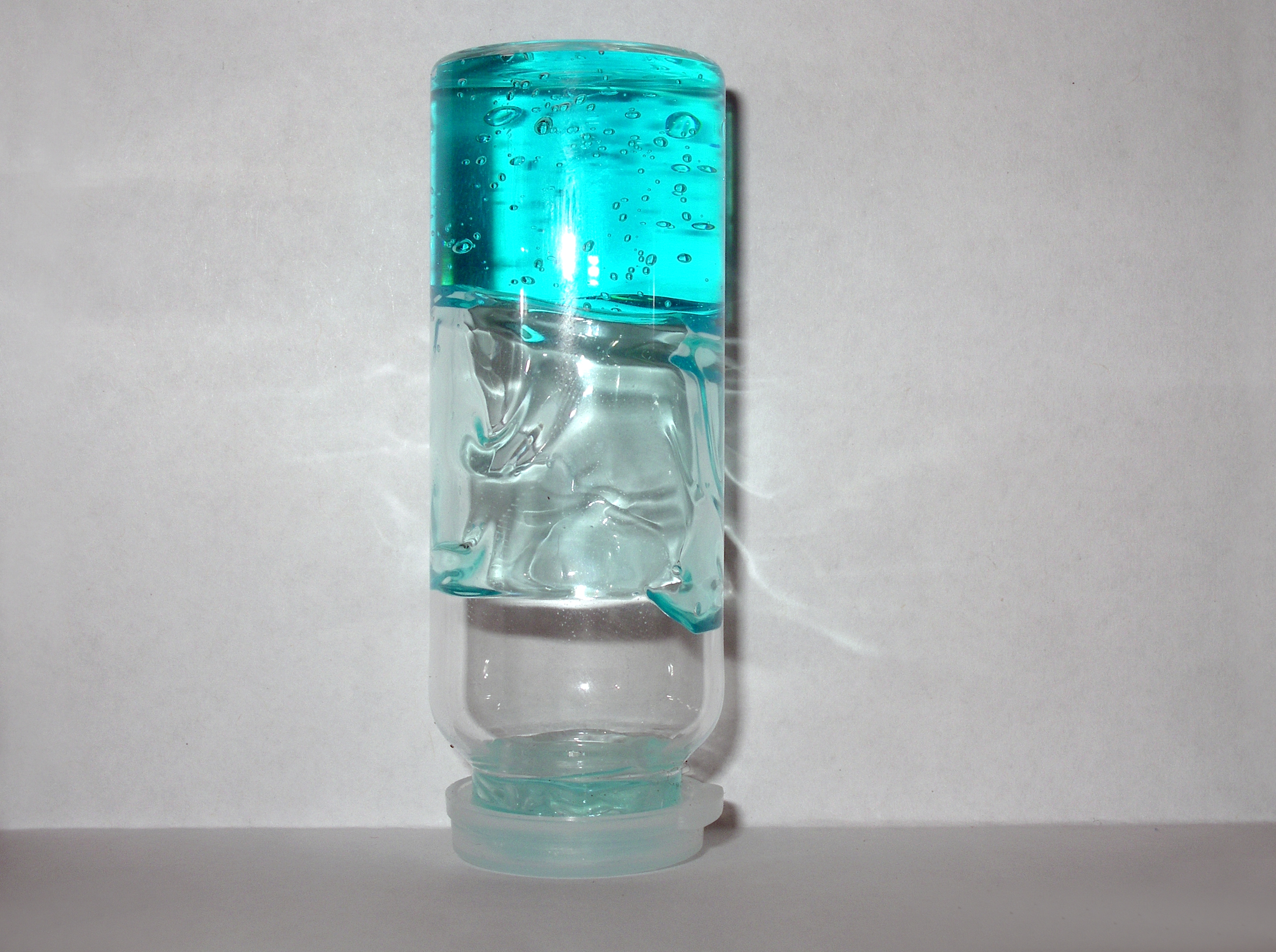
ヘアージェル

水と樹脂を練り合わせたゼリー状のもの。多く強い整髪力がある。
ヘアジェルは粘性のあるゼリー状の水性整髪剤で、髪をハードに固定することを目的として使用される。髪へのなじみがよく、べたつかず、ごわつかないハードなセット力で毛髪への密着性が高い特徴を有する。整髪成分はカルボキシビニルポリマーやカラギーナンなどの水溶性高分子によってつくられる高粘度のゲルに、合成高分子（ポリビニルピロリドン、ビニルピロリドン・メタクリルアミド・ビニルイミダゾール共重合体など）を加えたものであり、硬くてドライな仕上がり感が得られる。最近では形成したヘアスタイルの持続性を高めるために新たな合成高分子が開発され、機能性の向上が図られている。

### ヘアローション
液状で、噴射容器に入れたものを霧状にして使用する。水、アルコール、ポリマー剤を主な成分とする。カーラーで巻いた髪や、指でウェーブの形を作った髪に吹き付け、固定する。セットローション。また、ボディクリームやボディーローションなども非常時の整髪料として使える。

### ポマード
ゼリー状のもの。

### チック
成分はポマードに似るが、木蝋などを添加し固形棒状に仕上げ、手を汚さずに髪に塗布できるようにした物。元は髭を整えるための物。スティックポマードが語源と考えられるが一部ではコスメチックが語源と言われている。

### ヘアスプレー
液状樹脂をガスの力で髪に噴射し、髪の乱れを防ぐ。主に仕上げ用。
ヘアスプレーは、整髪成分やオイル成分をアルコールに溶解した原液を噴射剤と一緒にエアゾール容器に充填したエアゾール製品であり、細かい霧状に噴射させる機構をもつ整髪剤である。髪の表面に噴霧して髪型をしっかりと保持する機能のみならず、現在では手ぐしでヘアスタイルを形成する目的や光沢や手触りを改善する目的で使用されるものも開発され、「ハードタイプ」、「アレンジタイプ」、「グロスタイプ」に分類される（19）。
ハードタイプ
ヘアスタイルを固定する高いセット力と耐湿性が強く求められ、皮膜形成能の高いセット樹脂（アクリル樹脂アルカノールアミン液など）を整髪成分として配合している。また、少量の油分や湿潤剤を可塑剤として添加することにより、皮膜の硬さを調整している。噴射剤は液化石油ガスが使用され、セット樹脂の溶解性、噴射状態、缶の腐食などを考慮して配合されている。
アレンジタイプ
ハードタイプと異なり、再整髪が可能な特性を有している。毛髪同士の適度な粘着性と手触りの柔らかさに特徴があり、セット樹脂の選択、可塑剤（シリコーンや多価アルコール）、水を適量配合して調整している。また噴射剤は液化石油ガス、ジメチルエーテル、窒素など様々なタイプが用いられる。
グロスタイプ
光沢を付与するほか、手触りを改善する目的で使用される。主成分としてシリコーンやエステル油が配合され、セット樹脂は配合しない場合が多く、ヘアオイルのエアゾール状タイプとなっている。

## 弊害
頭皮との相性、また使用後の洗い落とし不足による不衛生等により、薄毛や細毛の原因となる事もある。

## 主要メーカー（OEM供給も含む）
| - 資生堂 - UNO - GERAID - AUSLESE - AUSLESE TROCKEN - BRAVAS - TACTICS - MG5 - マンダム - GATSBY - LÚCIDO - LÚCIDO-L - 丹頂チック - アリミノ - SPICE - モルトベーネ - B:OCE Styling Series - LION - Free & Free PERFECT STYLE - F-in - Vitalis - 花王 - Liese - ケープ - SUCCESS - カネボウ化粧品 - NUDY - BUTTON DOWN CLUB - EROICA - SALA - クラシエホームプロダクツ - PROSTYLE - コーセーコスメポート - サロンスタイル | - サンスター - VO5（VO5） - 柳屋本店 - 柳屋 - 大正製薬 - PreRiup - PreRiup L - 中野製薬 - ナカノワックス - ユニリーバ - モッズ・ヘア ニュアンスワックス - LUX - ロレアル - ケラスターゼ（Kérastase） - SHU UEMURA ART OF HAIR - Kiehl's（Kiehl's） - ロレアル プロフェッショナル（L'Oréal Professionnel） - Redken（Redken） - エスティローダー - アヴェダ（Aveda） - バンブル・アンド・バンブル（Bumble and bumble） - Samourai - サムライスタイルワックス - ルベルコスメティックス - トリエ - VIDAL SASSOON - ウエラ - クスタ - ウエラフォーム - ミルボン - Sexy Boy - シボレー（倒産） - テレヘアスプレー - ダイエー - エレーヌヘアスプレー（通称ダイエースプレー） - 1980年代から90年代にかけてヴィジュアル系ロックバンドの整髪に愛用された。 |